# روزهای انتظار
روزهای انتظار فیلمی به کارگردانی اصغر هاشمی و نویسندگی حسین ترابی محصول سال ۱۳۶۵ است. در ابتدا قرار بود این فیلم «روزهای سرد» نام بگیرد که در پایان به «روزهای انتظار» تغییر یافت.

## خلاصه فیلم
قحطی باعث بالا رفتنِ قیمت جو شده؛ بنابراین گروهی از حاشیه نشینانِ کویر، تصمیم می‌گیرند که آذوقهٔ احشام خود را از شهر تهیه کنند. سبحان برای خرید راهی شهر می‌شود. در حالی که به جهت سرما و بدی راه‌ها هیچ راننده‌ای حاضر نیست محمولهٔ خریداری شده را به محل اتراق عشایر برساند، یک رانندهٔ تهرانی داوطلبِ این کار می‌شود. و این در حالی است که سیل جاده را برده و کامیون در راه مانده، احشام یکی یکی در حال تلف شدن اند و اهلِ عشیره در تضاد با یکدیگر برای تصمیم‌گیری. گروه که علی‌رغم نظرِ بزرگِ عشیره، برای خرید جو نزدِ فروشندهٔ همیشگی رفته و دست خالی برگشته اند، در راه به کامیونِ مانده در شنهای کویری برمی‌خورند و با کمک شترهایی که به همراه دارند، آن را از شن بیرون می‌کشند و به محلِ ایل می‌رسانند.

## بازیگران
- فیروز بهجت محمدی
- محمد مطیع
- مجید مظفری
- گوهر خیراندیش
- فرشته صدرعرفایی
- افسر اسدی
- جمشید لایق
- احمد هاشمی
- اسماعیل محمدی
- ایرج طهماسب
- اصغر همت
- رحیم هودی
- پرویز شاهین خو
- محمود جعفری
- منوچهر افسری
- فرهاد خانمحمدی
- ملیحه نظری
- پروین حضرتی
- میرشاه ولد
- محمدرضا هاشمی
- تاجیک
- قربانی
- خالدی
- سیروس اعوانی
- رضا فتانی
- حمید فتانی

## نقد فیلم
«در حالی که طرحِ اصلی داستان بیشتر نوعی از تریلرهای جاده ای… را تداعی می‌کند، اما فیلم با فیلمنامهٔ جمع و جوری که دارد و با یاری تسلطِ تکنیکیِ سازنده اش… از این حد درمی‌گذرد و به خلقِ فضا به کمک یک فیلمبردارِ خوب و کارآمد و روابطِ انسانی بین شخصیتها می‌رسد و در بیشتر مواقع موفق هم هست.»
«من بدون اغراق می‌توانم ادعا کنم که لااقل در سینمای ایران «روزهای انتظار» اولین فیلمی است که حوادث آن در فصل زمستان در کویر می‌گذرد. چون در فصل زمستان کسی جرات پیدا نمی‌کند دوربینش را به کویر ببرد… هدف من در این فیلم پرداختن به زندگی واقعی آدمها، دور از کلیشه‌های رایج است… پرداختن به شرافت و ارزش‌های فراموش شدهٔ انسانی است، به آن حمیّت و شرافتی که آنها را وادار می‌کند در دل کویر روی پای خود بایستند و مبارزه‌ای را که برای شهرنشین کهنه و بی معنا است، آغاز کنند یا ادامه دهند.»
«پرهیز از ذهنگرایی به جای واقعگرایی و برخوردِ صادقانه با آدمها به جای تیپ سازی، فیلم را در حد یک گزارش مستند و انسانی باارزش‌های انکارناپذیر بالا می‌برد. و این برای فیلمساز در نخستین کار سینمایی اش، ارزشِ کمی نیست.»

## جوایز
جایزه معاونت فرهنگی بنیاد مستضعفان به اصغر هاشمی به خاطرِ انتخاب مناسبِ موضوع و روانی و لطافتِ پرداختِ آن در فیلم
تقدیر نامه دفتر مرکزی جهادِ سازندگی در پنجمین جشنواره فیلم فجر (۱۳۶۵)
جایزه ویژه هیئت داورانِ دومین جشنواره هنری / ادبیِ روستا (۱۳۶۶)